# Skew It on the Bar-B
Skew it on the Bar-B è un singolo estratto da Aquemini, terzo album musicale del duo hip hop statunitense degli OutKast, pubblicato nel 1998.
È stato realizzato in collaborazione con Raekwon, esponente del mafioso rap.
Il brano inizia con un'introduzione ripetuta due volte ed eseguita da entrambi gli OutKast ed è diviso in tre parti, eseguite rispettivamente da André Benjamin, Raekwon e Big Boi, intervallate dal coro-introduzione, sempre ripetuto due volte.